# Alexandre Cellier
Alexandre Eugène Cellier (* 17. Juni 1883 in Molières-sur-Cèze; † 4. März 1968 in Paris) war ein französischer Komponist und Organist.

## Biografie
Cellier studierte bei Alexandre Guilmant. Im Jahr 1908 gewann er den 1. Preis für Orgelspiel am Pariser Konservatorium (Klasse Guilmant). Auch studierte er bei Henri Dallier und Widor. Er war Organist/Titulaire am Temple de l’Étoile in Paris von 1910 bis zu seinem Tod in 1968 und spielte an einer dreimanualigen Cavaillé-Coll-Orgel von 1875, erweitert durch Mutin, mit 32 Registern.
Er war sehr umtriebig im In- und Ausland als Konzertorganist sowohl für Orgel als auch in Begleitung mit Orchester. Seine Musik sei laut Vierne „sehr schön, modern und ästhetisch“ und fände „höchstes Ansehen“.
Neben seiner Musik hat er auch ein Buch über Orgeln und Registrieranweisungen geschrieben. Ebenso gilt er als Autor für die französische Übersetzung der Bach-Choräle.

## Orgelkompositionen (Auswahl)
- 1906: Suite Symphonique pour Orgue en sol majeur
- 1911: Meditation (Maîtres contemporains de l’orgue)
- 1911: Pièce Symphonique (Maîtres contemporains de l’orgue)
- 1916: Étude en mi mineur pour Orgue
- 1923: Suite de Pèlerinages
- 1936: Trois Choral-Paraphrases - Douleur / Esperance / La joie (Psaume 138)
- 1943: Églises et Paysages

## Schriften
- Alexandre Cellier und Henri Bachelin: L'orgue. Ses éléments, son histoire, son esthétique. Préf. de Ch.-M. Widor. Paris 1933 (Digitalisat)